# اصانلو
اُصانلو یا اُصالو نام گروهی ایلی-عشایری از اقوام ترک‌زبان در ایران است.
این ایل از طوایف مهم قبیله افشار محسوب می‌شود.

## نام
نام ایل اصانلو در متن‌های تاریخی به صورت‌های گوناگون اوسالو، اوصالو، اسانلو، آسانلو و اوصانلو نیز آمده است.

## تاریخ
اصانلوها از اقوام پیوسته به ایل افشار بوده‌اند و از حدود قرن ۷ ه‍.ق در ایران 
سکونت دارند.
قوم اصانلو همچون دیگر اقوام ترک‌زبان آذربایجان، تباری ایرانی و آذربایجانی دارند. بسیاری از اقوام آذربایجانی، پس از وارد شدن نظریه پان ترکیسم نام ترک را دریافت کردند! یکی از این اقوام ایل اصانلو هست که از اقوام پیوسته به ایل افشار است. 
در دفتر تحریر سنجاق مرعش عثمانی از اصانلو به عنوان یکی از طوایف افشار نام برده شده‌است.
در گزارشی مربوط به افشارهای حاکم ارومیه به یکی از همراهان تیمور گورکانی، به نام گرگین‌بیک اوصالو اشاره شده است. امیرتیمور این سرکردۀ افشار از ایل اصانلو را در ۸۰۲ ه‍.ق، برای سرکوب کردها و عشایر شورشی، به حکومت ارومیه گماشت. پس‌از او، دو فرزندش، الامه سلطان اوصالو و یادگار سلطان اوصالو، یکی پس‌از دیگری حکومت ارومیه را در دست گرفتند.
اسکندربیک منشی در ذکر ارباب مناصب و امرای اویماقات قزلباش در دورۀ صفوی، از شخصی به نام «امامقلی سلطان اوسالو حاکم گاورود» نام می‌برد که یکی از ۳ تن سران ایل افشار بوده است.
گروهی از اصانلوها در اوایل دوره صفویه و به منظور تحکیم موقعیت سلسله صفوی، به  منطقه خمسه (استان زنجان امروزی) کوچ داده شدند.
در سال ۱۲۱۰ هجری قمری و پس از انتخاب تهران به عنوان پایتخت کشور، حدود ۵۰۰ خانوار از افراد ایل اصانلو به دستور آقامحمدخان قاجار از خمسه زنجان به خوار (گرمسار و آرادان امروزی) کوچانده شدند تا به عنوان نیروی نظامی از تهران حفاظت نمایند. اصانلوها در دوره قاجاریه و مشروطیت نقش مهمی در تحولات سیاسی، اجتماعی و اقتصادی این منطقه داشته‌اند. یکی از سرکردگان این ایل به نام آقا رضاخان اصانلو در زمرهٔ حامیان جنبش مشروطه درآمد و نقش مهمی در پیروزی مشروطه خواهان و جلوگیری از فتح تهران توسط حامیان محمدعلی‌شاه ایفاء کرد.

## پراکندگی
تیره‌های ایل اصانلو در طول تاریخ در نواحی مختلف ایران، و آناتولی پراکنده شدند. این ایل در مناطقی همچون آذربایجان، گاورود، اصفهان، قزوین، زنجان، خوار (گرمسار), مازندران، فارس، تهران، مرعش، آلانیا سکونت داشته‌است.
به گفته ریچارد تاپر، طایفه عیسی‌لو شاهسون ممکن است با ایل افشار اصانلو مرتبط باشد.
امروزه عشایر اصانلو بیشتر در کوهستان البرز و در شهرستان‌های گرمسار، فیروزکوه، دماوند و دشت لار کوچ می‌کنند.

## طوایف و تیره‌ها
تیره‌های ایل اصانلو عبارت‌اند از: قباخلو، قزللو، کنشلو، جوزکلو، چهارباشلو، رشمه‌لو، آیدینلو، اردوخانلو، یوردخانی، ترامشلو، جورابلو، خالقلو و میرآخورلو، ایمان‌خانلو.